# Antiguo Palacio del Ayuntamiento de Coyoacán
El Antiguo Palacio del Ayuntamiento de Coyoacán —también conocido como casa de Hernán Cortés— es una construcción que se encuentra en el costado norte de la plaza Hidalgo de Villa Coyoacán. Se encuentra en el catálogo de monumentos históricos del Instituto Nacional de Antropología e Historia (INAH). Desde su construcción en el siglo XVIII, ha sido sede administrativa de las autoridades de Coyoacán. El erróneo nombre de casa de Cortés proviene de la asociación histórica entre Coyoacán y el conquistador español, que vivió en el lugar entre 1521 y 1522, después de que los españoles arrasaron con México-Tenochtitlan. Mientras se reedificaba la ciudad sobre las ruinas de la antigua capital mexica, Coyoacán fue la sede del primer gobierno de Nueva España. 

## Historia

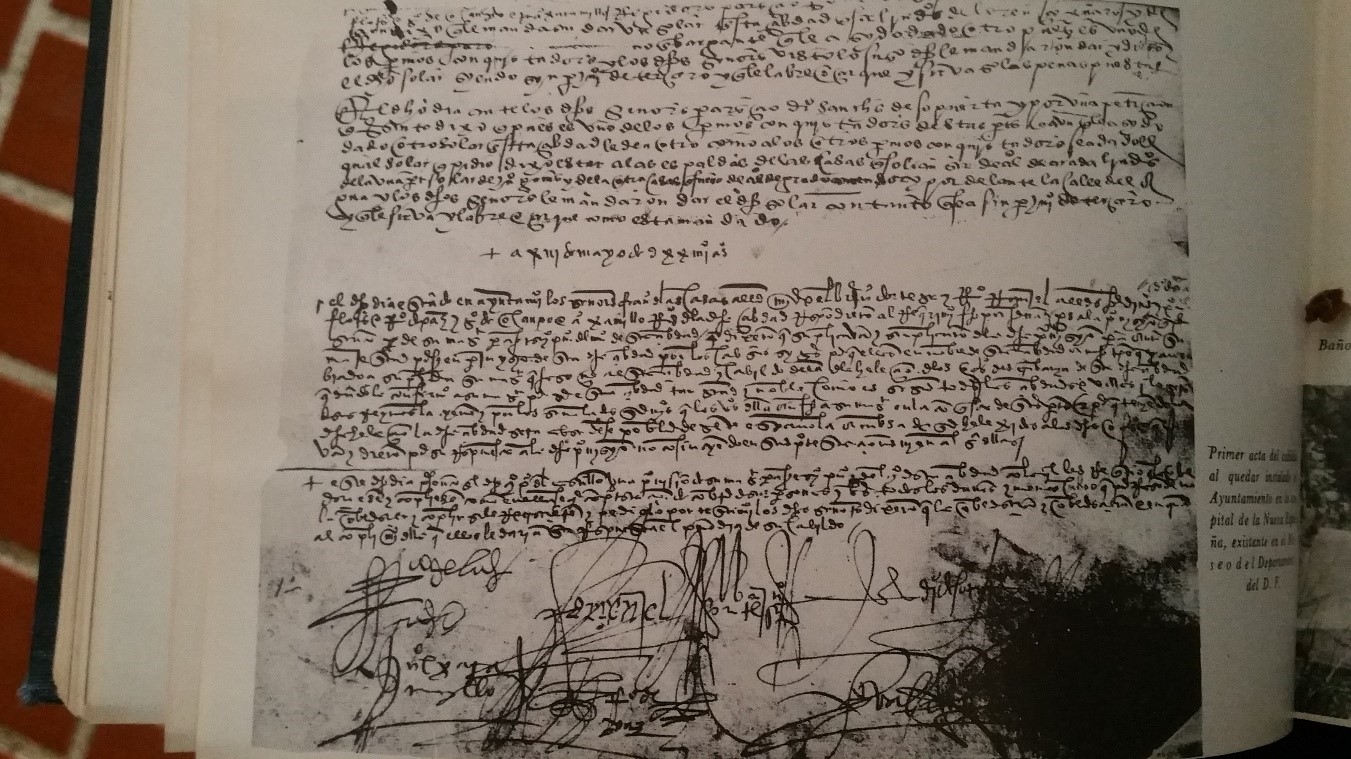
Carta original donde prueba la fundación del primer ayuntamiento de la Nueva España..jpg

A pesar de que una placa en el edificio afirma que Cortés vivió ahí, en realidad nunca lo hizo. Su residencia se encontraba en la propiedad de su aliado, el noble indígena Juan de Guzmán Ixtolinque, cerca del sitio donde actualmente se encuentra la plaza de La Conchita. Cortés ordenó la construcción de algunos edificios, destinados para alojar la administración de sus dominios como marqués del Valle de Oaxaca, que incluía al propio Coyoacán. La leyenda local dice que en el sitio donde se encuentra el ayuntamiento Cuauhtémoc fue torturado por los españoles para que les confesara el sitio donde estaba escondido el tesoro de los tlatoanis mexicas. El edificio fue construido por los descendientes de Cortés, que siguieron ostentando el título de marqueses del valle de Oaxaca. Vino a sustituir la antigua estructura que se había deteriorado con el tiempo. En la década de 1850, el gobierno de la municipalidad de Coyoacán —perteneciente en esa época al estado de México— se estableció el palacio. Tras la creación de la delegación Coyoacán en 1928 como parte del Distrito Federal, el edificio continuó albergando el gobierno local.
En los años 60 se inaugura, la biblioteca "Ignacio Ramírez ".
En 2003, se clausura, en lo que es la antigua tesorería del país.

## Descripción

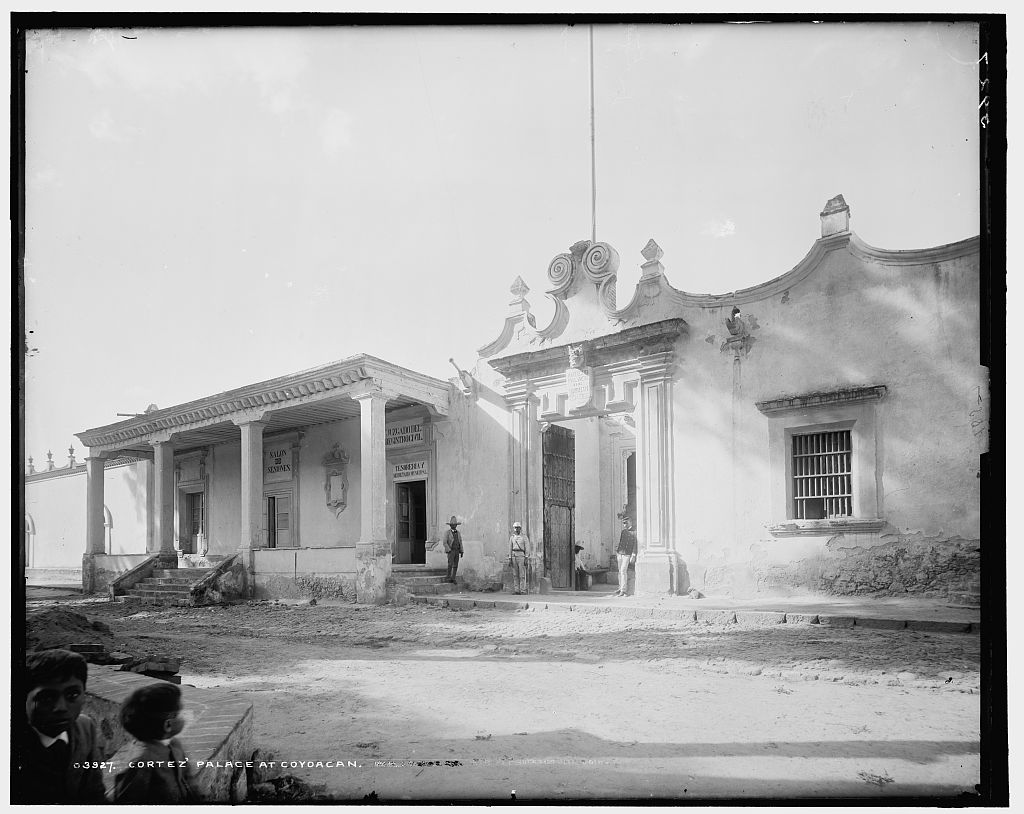
Antiguo Palacio del Ayuntamiento de Coyoacán, a finales del.

En la actualidad, el edificio del siglo XVIII se conserva con muy pocas modificaciones. La fachada es austera, carente de ornamentación en las paredes, salvo los umbrales de puertas y ventanas hechos de piedra y un portal con columnas cilíndricas de cantera y vigas de madera. Las puertas y ventanas están hechos de madera con rejas de hierro, como era típico de la arquitectura novohispana de la época. La cornisa del edificio está ornada con arcos invertidos coronados por almenas, dos de las cuales son representaciones de coyotes. Sobre la entrada principal se encuentra una talla en cantera del escudo concedido a Coyoacán por el rey Carlos IV de España. 
En uno de los costados del edificio se encuentra la Sala de Cabildos, que posee un mural realizado por Aurora Reyes Flores cuyo tema es la historia precolombina de Coyoacán. En esta obra se incluye una representación del paisaje volcánico de Los Pedregales, zona de malpaís formada por las erupciones del Xitle que cubrieron a Copilco; también se encuentran en el mural los dioses Xocotlhuetzin y Quetzalcóatl. Al lado de la sala se encuentra una capilla, donde Diego Rosales ejecutó un mural en 1961 donde aparecen personajes de la Conquista y la época colonial, entre ellos a Cuauhtémoc, Cortés, la Malinche y Pedro de Alvarado.